# Robert Abadschjan
Robert Alegsandri Abadschjan (armenisch Ռոբերտ Ալեքսանդրի Աբաջյան; * 16. November 1996 in Jerewan, Armenien; † 2. April 2016 in Bergkarabach) war ein armenischer Obergefreiter der Streitkräfte der Republik Bergkarabach. Er wurde wegen seiner außergewöhnlichen Tapferkeit posthum als Held von Arzach mit dem goldenen Adler ausgezeichnet, der höchsten Auszeichnung der Streitkräfte der Republik Bergkarabach.

## Biographie

### Schule und Ausbildung
Abadschjan wurde am 16. November 1996 in Jerewan, Armenien geboren. 2003 ging er auf die Schule 147 im Bezirk Kanaker-Sejtun. Er schloss die Schule 2012 ab und ging auf das Staatliche Allgemeine Medizinische College in Jerewan. Er schloss 2014 ab in Zahntechnik. Anschließend arbeitete er an einem medizinischen Institut, das nach Mutter Teresa benannt ist.

### Militärdienst
Abadschjan wurde 2014 als Wehrpflichtiger zum Militärdienst eingezogen. Wegen seiner militärischen Leistungen wurde er zum Obergefreiten befördert.

#### Kämpfe zwischen Armenien und Aserbaidschan
In der Nacht vom ersten zum zweiten April 2016 kam es von aserbaidschanischer Seite zu heftigen Angriffen gegen die nordöstliche Verteidigungslinie von Bergkarabach. Nach Einsatz von Artillerie begannen Infanterieattacken. Unter der Führung von Hauptmann Armenak Urfanyan leistete eine kleine Anzahl armenischer Grenzsoldaten energischen Widerstand. Nachdem zwei Angriffe abgewehrt waren und ein Panzer abgeschossen war, zogen sich die aserbaidschanischen Streitkräfte in ihre Ausgangsposition zurück und nahmen die Artillerieangriffe wieder auf. Hauptmann Urfanyan und der Maschinengewehrschütze Karam Sloyan wurden getötet.
Nach dem Tode des kommandierenden Offiziers setzte Robert Abadschjan den Widerstand fort. Er hatte zu der Zeit bereits eine Verwundung am Bein erlitten. Nachdem die Linie durchbrochen war, brachte er den verwundeten Maschinengewehrschützen Andranik Zohrabyan in den 30 Meter entfernten Unterstand. Im Unterstand informierte Abadschjan den Bataillonskommandanten über die militärische Lage und über drohende Gefahren, ebenso den Kommandeur der Einheiten, die zu Hilfe kommen sollten. Andranik Zohrabyan verblutete. Abadschjan setzte den Kampf alleine vom Unterstand gegen eine Übermacht fort. Am Ende zog er die Aufmerksamkeit der vorrückenden aserbaidschanischen Soldaten auf sich, erhob die Hände und gab vor sich zu ergeben. Heimlich hatte er eine entsicherte Handgranate bei sich. Als die Soldaten näher gekommen waren, sprengte er sich selbst zusammen mit den Soldaten in die Luft und tötete dabei zehn oder mehr aserbaidschanische Soldaten. Sein letzter Funkspruch lautete: „Unter keinen Umständen darf diese Position aufgegeben werden!“.
Am 8. April gab es einen Waffenstillstand und in einer Suchaktion wurden die Leichen von Abadschjan und Zohrabyan gefunden.

#### Begräbnis
Am 11. April wurde Robert Abadschjan auf dem Militärfriedhof Jerablur (armenisch Եռաբլուր) beerdigt. Die Trauerfeier fand vor der Kirche Johannes des Täufers in Jerewan statt.

#### Held von Arzach
Für „außerordentliche Tapferkeit und Mut bei der Verteidigung der Grenze von Republik Bergkarabach im Verlauf der Kampfhandlungen vom 2. bis 5. April“ wurde Abadschjan am 8. Mai 2016 posthum der Titel „Held von Arzach“ mit dem Orden des goldenen Adlers verliehen, die höchstmögliche Auszeichnung. Er wurde als 24. “Held von Arzach” ausgezeichnet und er war mit 19 Jahren der bisher jüngste Träger dieses Titels.